# Яковлева, Людмила Николаевна
Людмила Николаевна Яковлева (род. 15 ноября 1942) — украинский советский деятель, секретарь Киевского городского комитета КПУ, председатель Киевского городского совета профессиональных союзов, председатель Национального Совета женщин Украины.

## Биография
Образование высшее. Окончила факультет автоматики и телемеханики Киевского политехнического института, получила специальность инженер-электрик. Член КПСС .
Двадцать лет работала на инженерных должностях на Киевском заводе реле и автоматики.
В 1983—1984 годах — 1-й секретарь Октябрьского районного комитета КПУ города Киева.
4 февраля 1984 — 23 января 1987 — секретарь Киевского городского комитета КПУ.
Делегат XXVII съезда КПСС.
10 января 1987 — ноябрь 1990 года — председатель Киевского городского совета профессиональных союзов.
с 1990 года — 1-й заместитель председателя Федерации профсоюзов Украины; 1-й вице-президент Украинского Союза промышленников и предпринимателей. Директор Агентства по развитию малого и среднего предпринимательства.
Член Всеукраинского политического объединения «Женщины за будущее».
В 2012—2014 годах — председатель Национального Совета женщин Украины.
Потом — на пенсии в городе Киеве.

## Награды
- орден княгини Ольги III ст.
- орден Трудового Красного Знамени
- орден Дружбы народов
- Почетная грамота Верховной Рады Украины
- Благодарность Президента Украины
- Благодарность Кабинета министров Украины
- Заслуженный работник промышленности Украины